# Fred Anton Maier
Fred Anton Maier (Nøtterøy, 15 december 1938 – aldaar, 9 juni 2015) was een Noorse langebaanschaatser en wielrenner.

## Biografie
Maier nam aan alle drie de internationale kampioenschappen deel die tijdens zijn schaatscarrière werden verreden. Hij nam acht keer deel aan de Europese-, tien keer, in opeenvolgende jaren, aan de Wereldkampioenschappen en tweemaal aan de Olympische Winterspelen (in 1964 en 1968).
Op het WK Allround van 1960 in Davos maakte hij zijn internationaal debuut. Hij was gespecialiseerd op de lange afstanden en kon aldus nog een redelijk allroundklassement rijden, maar op de korte afstanden moest hij te veel tijd prijsgeven. Maier boekte zijn eerste internationale succes tijdens de Olympische Winterspelen van 1964 in Innsbruck. Op de 5000 meter werd hij derde. Zijn landgenoten Knut Johannesen en Per Ivar Moe werden eerste, respectievelijk tweede. Op de langste afstand haalde Maier een tweede plaats.
Vanaf 1965 werd Maier beter op de korte afstanden, waardoor hij hoger in het eindklassement van de allroundkampioenschappen kwam te staan. In dit jaar vestigde hij ook zijn eerste wereldrecord. Tot zijn afscheid in 1969 zouden er nog tien volgen.
Bij het WK Allround van 1967 veroverde Maier zijn eerste klassementsmedaille. In Oslo werd hij derde, na Ard Schenk en winnaar Kees Verkerk. Het jaar erna werd zijn beste jaar. In 1968 werd Maier achtereenvolgens bij het EK Allround in Deventer Europees kampioen (met een wereldrecord op de 5000 meter), bij de Winterspelen in Grenoble werd hij olympisch kampioen op de 5.000 meter en in Göteborg werd hij wereldkampioen allround.
In 1969 nam Maier voor het laatst deel aan internationale kampioenschappen, waarna hij enige jaren in Nederland woonde. Hij werkte daar als sportinstructeur bij het Noorse zeemanscentrum in de Rotterdamse haven en woonde met zijn gezin in Vlaardingen.
Maier overleed op 76-jarige leeftijd in zijn geboortestad aan kanker.

## Record

### Persoonlijke records
| Afstand      | Tijd    | Datum           | Baan   |
| ------------ | ------- | --------------- | ------ |
| 500 meter    | 41,8    | 3 februari 1968 | Davos  |
| 1000 meter   | 1.24,3  | 1 december 1968 | Inzell |
| 1500 meter   | 2.06,1  | 10 maart 1968   | Inzell |
| 3000 meter   | 4.17,5  | 7 maart 1968    | Inzell |
| 5000 meter   | 7.16,7  | 9 maart 1968    | Inzell |
| 10.000 meter | 15.20,3 | 28 januari 1968 | Oslo   |

### Wereldrecords
| Nr.  | Afstand                  | Tijd    | Datum            | Baan     |
| ---- | ------------------------ | ------- | ---------------- | -------- |
| jr1. | 10.000 meter (junioren)* | 17.15,1 | 19 januari 1958  | Notodden |
| 1.   | 5000 meter               | 7.28,1  | 4 maart 1965     | Notodden |
| 2.   | 10.000 meter             | 15.32,2 | 6 februari 1966  | Oslo     |
| 3.   | Grote vierkamp           | 178,253 | 6 februari 1966  | Oslo     |
| 4.   | 10.000 meter             | 15.31,8 | 28 februari 1967 | Inzell   |
| 5.   | 5000 meter               | 7.26,2  | 7 januari 1968   | Deventer |
| 6.   | 10.000 meter             | 15.29,5 | 21 januari 1968  | Horten   |
| 7.   | 10.000 meter             | 15.20,3 | 28 januari 1968  | Oslo     |
| 8.   | 5000 meter               | 7.22,4  | 15 februari 1968 | Grenoble |
| 9.   | Grote vierkamp           | 176,340 | 25 februari 1968 | Göteborg |
| 10.  | 3000 meter               | 4.17,5  | 7 maart 1968     | Inzell   |
| 11.  | 5000 meter               | 7.16,7  | 9 maart 1968     | Inzell   |

* = officieus wereldrecord

#### Wereldrecords laaglandbaan (officieus)
| Nr. | Afstand      | Tijd    | Datum           | Baan     |
| --- | ------------ | ------- | --------------- | -------- |
| 1.  | 5000 meter   | 7.57,1  | 6 januari 1963  | Skien    |
| 1.  | 10.000 meter | 15.49,7 | 26 januari 1963 | Oslo     |
| 2.  | 5000 meter   | 7.28,1  | 4 maart 1965    | Notodden |
| 3.  | 10.000 meter | 15.32,2 | 6 februari 1966 | Oslo     |
| 4.  | 3000 meter   | 4.25,4  | 6 januari 1968  | Deventer |
| 5.  | 5000 meter   | 7.26,2  | 7 januari 1968  | Deventer |
| 6.  | 10.000 meter | 15.29,5 | 20 januari 1968 | Horten   |
| 7.  | 10.000 meter | 15.20,3 | 27 januari 1968 | Oslo     |
| 8.  | 5000 meter   | 7.22,4  | 6 februari 1968 | Grenoble |
| 9.  | 3000 meter   | 4.22,4  | 12 maart 1968   | Notodden |
| 10. | 3000 meter   | 4.21,8  | 31 januari 1969 | Hamar    |

## Resultaten
| Jaar | NK Allround            | EK Allround | WK Allround | Olympische Spelen |
| ---- | ---------------------- | ----------- | ----------- | ----------------- |
| 1958 | 9e · (21e, 7e, 11e, )  |             |             |                   |
| 1959 | 10e (20e, 6e, 16e, 4e) |             |             |                   |
| 1960 | 5e · (24e, , 19e, )    |             | NS3         |                   |
| 1961 | · (16e, , 9e, )        | 12e         | 13e         |                   |
| 1962 | 10e (22e, 4e ,17e, 5e) |             | 14e         |                   |
| 1963 | · (17e, , 7e, )        | 10e         | 7e          |                   |
| 1964 | 5e · (20e, , 6e, 5e)   | 8e          | 16e         | 5000m · 10.000m   |
| 1965 | · (15e, , 3e, )        | 7e          | 9e          |                   |
| 1966 | · (17e, , 3e, )        | 5e          | 7e          |                   |
| 1967 | · (21e, , 5e, )        | 16e         | Brons       |                   |
| 1968 | · (15e, , 5e, )        | Goud        | Goud        | 5000m · 10.000m   |
| 1969 | 4e · (19e, , 5e, )     | 7e          | 12e         |                   |
| 1970 | 8e · (18e, 9e, 8e, )   |             |             |                   |

NS3 = niet gestart op de 3e afstand

### Medaillespiegel
| Kampioenschap     | Goud · | Zilver · | Brons · |
| ----------------- | ------ | -------- | ------- |
| EK Allround       | 1      | 0        | 0       |
| WK Allround       | 1      | 0        | 1       |
| Olympische Spelen | 1      | 2        | 1       |

1924: Clas Thunberg ·
1928: Ivar Ballangrud ·
1932: Irving Jaffee ·
1936: Ivar Ballangrud ·
1948: Reidar Liaklev ·
1952: Hjalmar Andersen ·
1956: Boris Sjilkov ·
1960: Viktor Kositsjkin ·
1964: Knut Johannesen ·
1968: Fred Anton Maier ·
1972: Ard Schenk ·
1976: Sten Stensen ·
1980: Eric Heiden ·
1984: Tomas Gustafson ·
1988: Tomas Gustafson ·
1992: Geir Karlstad ·
1994: Johann Olav Koss ·
1998: Gianni Romme ·
2002: Jochem Uytdehaage ·
2006: Chad Hedrick ·
2010: Sven Kramer ·
2014: Sven Kramer ·
2018: Sven Kramer ·
2022: Nils van der Poel
Onofficiële Europese kampioenschappen

1891: Onbeslist ·
1892: Onbeslist · 
1946: Göthe Hedlund 

Officiële Europese kampioenschappen

1893: Rudolf Ericson · 
1894: Onbeslist ·
1895: Alfred Næss · 
1896: Julius Seyler · 
1897: Julius Seyler · 
1898: Gustaf Estlander · 
1899: Peder Østlund · 
1900: Peder Østlund · 
1901: Rudolf Gundersen · 
1902: Johan Schwartz · 
1903: Onbeslist ·
1904: Rudolf Gundersen · 
1905: Johan Vikander · 
1906: Rudolf Gundersen · 
1907: Moje Öholm · 
1908: Moje Öholm · 
1909: Oscar Mathisen · 
1910: Nikolaj Stroennikov · 
1911: Nikolaj Stroennikov · 
1912: Oscar Mathisen · 
1913: Vasilij Ippolitov · 
1914: Oscar Mathisen · 
1922: Clas Thunberg · 
1923: Harald Strøm · 
1924: Roald Larsen · 
1925: Otto Polacsek · 
1926: Julius Skutnabb · 
1927: Bernt Evensen · 
1928: Clas Thunberg · 
1929: Ivar Ballangrud · 
1930: Ivar Ballangrud · 
1931: Clas Thunberg · 
1932: Clas Thunberg · 
1933: Ivar Ballangrud · 
1934: Michael Staksrud · 
1935: Karl Wazulek · 
1936: Ivar Ballangrud · 
1937: Michael Staksrud · 
1938: Charles Mathiesen · 
1939: Alfons Bērziņš · 
1947: Åke Seyffarth · 
1948: Reidar Liaklev · 
1949: Sverre Farstad · 
1950: Hjalmar Andersen · 
1951: Hjalmar Andersen · 
1952: Hjalmar Andersen · 
1953: Kees Broekman · 
1954: Boris Sjilkov · 
1955: Sigge Ericsson · 
1956: Jevgeni Grisjin · 
1957: Oleg Gontsjarenko · 
1958: Oleg Gontsjarenko · 
1959: Knut Johannesen · 
1960: Knut Johannesen · 
1961: Viktor Kositsjkin · 
1962: Robert Merkoelov · 
1963: Nils Egil Aaness · 
1964: Ants Antson · 
1965: Eduard Matoesevitsj · 
1966: Ard Schenk · 
1967: Kees Verkerk · 
1968: Fred Anton Maier · 
1969: Dag Fornæss · 
1970: Ard Schenk · 
1971: Dag Fornæss · 
1972: Ard Schenk · 
1973: Göran Claeson · 
1974: Göran Claeson · 
1975: Sten Stensen · 
1976: Kay Arne Stenshjemmet · 
1977: Jan Egil Storholt · 
1978: Sergej Martsjoek · 
1979: Jan Egil Storholt · 
1980: Kay Arne Stenshjemmet · 
1981: Amund Sjøbrend · 
1982: Tomas Gustafson · 
1983: Hilbert van der Duim · 
1984: Hilbert van der Duim · 
1985: Hein Vergeer · 
1986: Hein Vergeer · 
1987: Nikolaj Goeljajev · 
1988: Tomas Gustafson · 
1989: Leo Visser · 
1990: Bart Veldkamp · 
1991: Johann Olav Koss · 
1992: Falko Zandstra · 
1993: Falko Zandstra · 
1994: Rintje Ritsma · 
1995: Rintje Ritsma · 
1996: Rintje Ritsma · 
1997: Ids Postma · 
1998: Rintje Ritsma · 
1999: Rintje Ritsma · 
2000: Rintje Ritsma · 
2001: Dmitri Sjepel · 
2002: Jochem Uytdehaage · 
2003: Gianni Romme · 
2004: Mark Tuitert · 
2005: Jochem Uytdehaage · 
2006: Enrico Fabris · 
2007: Sven Kramer · 
2008: Sven Kramer · 
2009: Sven Kramer · 
2010: Sven Kramer · 
2011: Ivan Skobrev · 
2012: Sven Kramer · 
2013: Sven Kramer · 
2014: Jan Blokhuijsen · 
2015: Sven Kramer · 
2016: Sven Kramer · 
2017: Sven Kramer · 
2019: Sven Kramer · 
2021: Patrick Roest · 
2023: Patrick Roest · 
2025: Sander Eitrem
- Bibsys: 90683005
- Virtual International Authority File: 11145971604932332904